# Ölberg (Innsbruck)
Ölberg  ist eine Ortslage der Stadt Innsbruck.

## Geografie
Ölberg liegt nördlich über dem Stadtzentrum, auf Höhen um 700–750 m ü. A., am Anstieg (Höhenstraße) auf die Hochfläche der Hungerburg, dem Fuß der Nordkette unter dem Hafelekar (2334 m ü. A.).
Ölberg gehört zum Stadtteil Hötting (statistischer Bezirk Hötting-Mitte).
Nachbarorte
| Gramart (Hungerburg) |                                             | Hungerburg (Hungerburg)            |
|                      | Kompassrose, die auf Nachbargemeinden zeigt | Alpenzoo (Hötting/Mühlau)          |
| Hötting (Hötting)    | St. Nikolaus (Mariahilf-St. Nikolaus)       | Mariahilf (Mariahilf-St. Nikolaus) |

## Geschichte

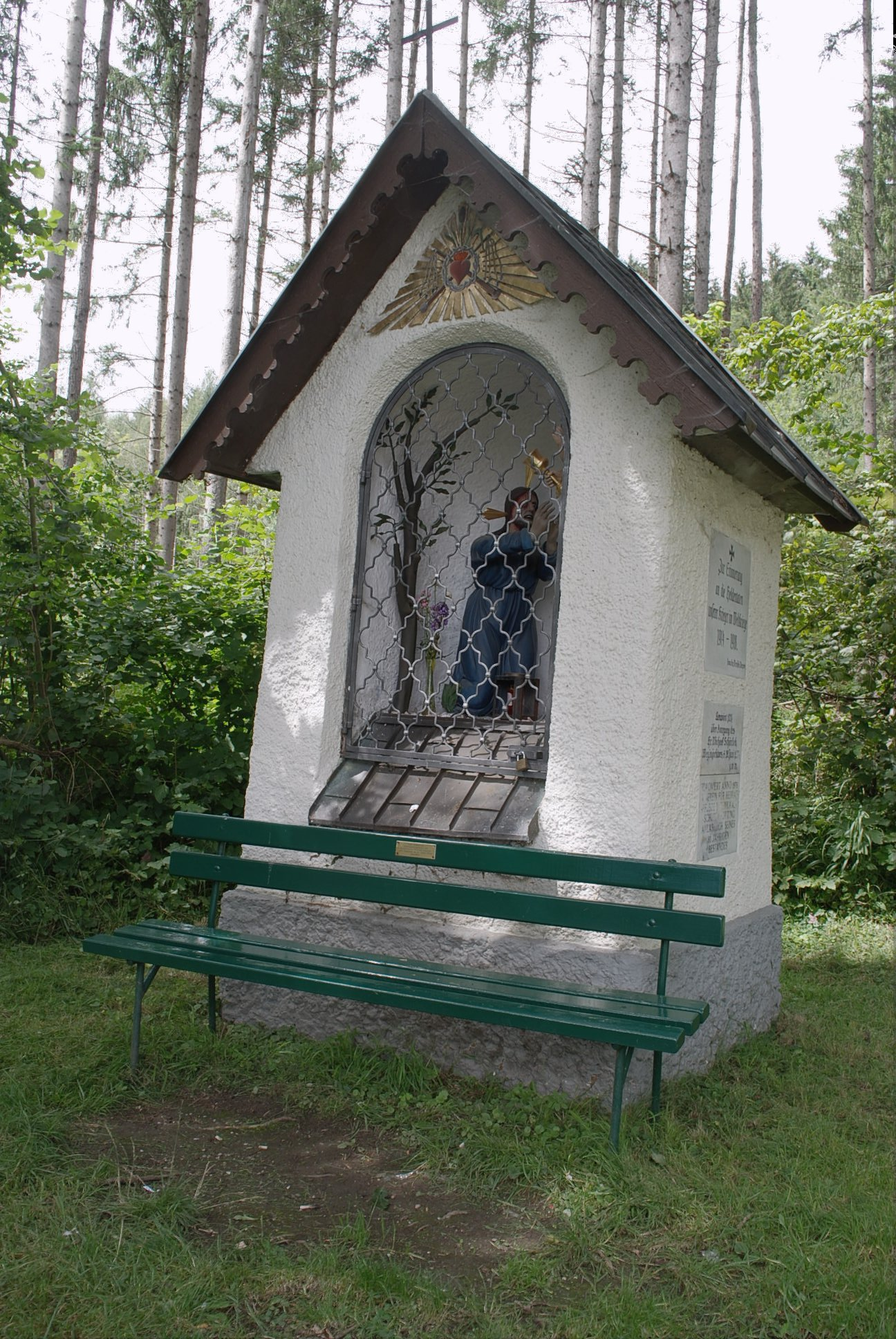
Ölbergkapelle bei Höhenstraße 56

Der Ölberg war ursprünglich ein Steinbruch, in dem ein Tonvorkommen abgebaut wurde. Hier befindet sich auch ein Gasthof, die Kapelle nahebei steht unter Denkmalschutz.